# Vaudeurs
Vaudeurs és un municipi francès, situat al departament del Yonne i a la regió de Borgonya - Franc Comtat. L'any 2007 tenia 495 habitants.

## Demografia

### Població
El 2007 la població de fet de Vaudeurs era de 495 persones. Hi havia 191 famílies, de les quals 49 eren unipersonals (8 homes vivint sols i 41 dones vivint soles), 65 parelles sense fills, 73 parelles amb fills i 4 famílies monoparentals amb fills.
La població ha evolucionat segons el següent gràfic:
Habitants censats

### Habitatges
El 2007 hi havia 310 habitatges, 195 eren l'habitatge principal de la família, 96 eren segones residències i 18 estaven desocupats. Tots els 305 habitatges eren cases. Dels 195 habitatges principals, 179 estaven ocupats pels seus propietaris, 4 estaven llogats i ocupats pels llogaters i 12 estaven cedits a títol gratuït; 6 tenien dues cambres, 34 en tenien tres, 51 en tenien quatre i 105 en tenien cinc o més. 145 habitatges disposaven pel capbaix d'una plaça de pàrquing. A 97 habitatges hi havia un automòbil i a 87 n'hi havia dos o més.

### Piràmide de població
La piràmide de població per edats i sexe el 2009 era:
| Homes | Edats   | Dones |
| ----- | ------- | ----- |
| 0     | 95 o +  | 0     |
| 0     | 90 a 94 | 0     |
| 2     | 85 a 89 | 5     |
| 4     | 80 a 84 | 7     |
| 11    | 75 a 79 | 13    |
| 14    | 70 a 74 | 12    |
| 15    | 65 a 69 | 21    |
| 15    | 60 a 64 | 14    |
| 14    | 55 a 59 | 10    |
| 23    | 50 a 54 | 19    |
| 16    | 45 a 49 | 21    |
| 12    | 40 a 44 | 15    |
| 14    | 35 a 39 | 11    |
| 18    | 30 a 34 | 10    |
| 8     | 25 a 29 | 12    |
| 13    | 20 a 24 | 4     |
| 14    | 15 a 19 | 16    |
| 24    | 10 a 14 | 16    |
| 11    | 5 a 9   | 16    |
| 10    | 0 a 4   | 13    |

## Economia
El 2007 la població en edat de treballar era de 308 persones, 217 eren actives i 91 eren inactives. De les 217 persones actives 184 estaven ocupades (102 homes i 82 dones) i 32 estaven aturades (14 homes i 18 dones). De les 91 persones inactives 42 estaven jubilades, 23 estaven estudiant i 26 estaven classificades com a «altres inactius».

### Ingressos
El 2009 a Vaudeurs hi havia 201 unitats fiscals que integraven 481 persones, la mediana anual d'ingressos fiscals per persona era de 15.741,5 €.

### Activitats econòmiques
Dels 14 establiments que hi havia el 2007, 1 era d'una empresa alimentària, 6 d'empreses de construcció, 4 d'empreses de comerç i reparació d'automòbils, 1 d'una empresa immobiliària, 1 d'una empresa de serveis i 1 d'una entitat de l'administració pública.
Dels 7 establiments de servei als particulars que hi havia el 2009, 1 era un taller de reparació d'automòbils i de material agrícola, 1 guixaire pintor, 1 fusteria, 3 lampisteries i 1 agència immobiliària.
L'únic establiment comercial que hi havia el 2009 era una fleca.
L'any 2000 a Vaudeurs hi havia 11 explotacions agrícoles que ocupaven un total de 1.232 hectàrees.

## Equipaments sanitaris i escolars
El 2009 hi havia una escola elemental.

## Poblacions més properes
El següent diagrama mostra les poblacions més properes.